# Список Героев Советского Союза (Компаниец — Копытин)
В настоящем списке представлены в алфавитном порядке все Герои Советского Союза, чьи фамилии начинаются с буквы «К» (всего 1760 человек, из которых 22 удостоены звания дважды и один — И. Н. Кожедуб — трижды). Список содержит даты Указов Президиума Верховного Совета СССР о присвоении звания, информацию о роде войск, должности и воинском звании Героев на дату представления к присвоению звания Героя Советского Союза, годах их жизни.
Ударения в фамилиях Героев приведены по книге «Герои Советского Союза: Краткий биографический словарь / Пред. ред. коллегии И. Н. Шкадов. — М.: Воениздат, 1987. — Т. 1 /Абаев — Любичев/. — 911 с. — 100 000 экз. — ISBN отс., Рег. № в РКП 87-95382.».
- Персиковым цветом  в таблице выделены Герои, удостоенные звания дважды и более раз.
- Серым цветом  в таблице выделены Герои, представленные к званию посмертно.

| Навигационная таблица | Навигационная таблица                |
| --------------------- | ------------------------------------ |
| «К»                   | Кабак Николай — Калинин Николай      |
| «К»                   | Калинин Степан — Кармацкий Владимир  |
| «К»                   | Кармацкий Тимофей — Кживонь Анеля    |
| «К»                   | Киба Григорий — Клевцов Сергей       |
| «К»                   | Клейбус Фёдор — Коваленко Сергей     |
| «К»                   | Коваленко Юрий — Колдубов Михаил     |
| «К»                   | Колдунов Александр — Компанеец Фёдор |
| «К»                   | Компаниец Алексей — Копытин Михаил   |
| «К»                   | Копытов Михаил — Корчагин Лев        |
| «К»                   | Корчак Иосиф — Котов Николай         |
| «К»                   | Котов Сергей — Краснов Анатолий      |
| «К»                   | Краснов Виктор — Крюков Василий      |
| «К»                   | Крюков Владимир — Кузнецов Николай   |
| «К»                   | Кузнецов Павел — Кунавин Григорий    |
| «К»                   | Кунгурцев Евгений — Кянжин Пантелей  |

| № п/п | Фамилия Имя Отчество                                              | Дата Указа            | Род войск    | Должность | Звание                     | Годы жизни                                   | БС ГС НЛ                        |
| ----- | ----------------------------------------------------------------- | --------------------- | ------------ | --- | -------------------------- | -------------------------------------------- | ------------------------------- |
| 821   | Компани́ец Алексей Петрович                                        | 27.06.1945            | авиация      | командир 141-го гвардейского штурмового авиационного полка 9-й гвардейской штурмовой авиационной дивизии 2-й воздушной армии 1-го Украинского фронта | гвардии майор              | 30.03.1916 — 19.10.1987                      | [ БС 1 ] [ ГС 1 ] [ НЛ 1 ]      |
| 822   | Конаше́нко Степан Николаевич бел. Канашэнка Сцяпан Мікалаевіч      | 03.06.1944            | пехота       | старшина роты 737-го стрелкового полка 206-й стрелковой дивизии 47-й армии Воронежского фронта | старшина                   | 1909 — 25.09.1943                            | [ БС 1 ] [ ГС 2 ] [ НЛ 2 ]      |
| 823   | Конгалёв Фёдор Иванович                                           | 15.01.1944            | пехота       | разведчик 326-й отдельной разведывательной роты 246-й стрелковой дивизии 65-й армии Белорусского фронта | красноармеец               | 25.07.1922 — 19.01.1987                      | [ БС 1 ] [ ГС 3 ] [ НЛ 3 ]      |
| 824   | Кондако́в Василий Яковлевич                                        | 17.10.1943            | пехота       | командир роты 212-го гвардейского стрелкового полка 75-й гвардейской стрелковой дивизии 60-й армии Центрального фронта | гвардии лейтенант          | 22.03.1907 — 25.02.1956                      | [ БС 2 ] [ ГС 4 ] [ НЛ 4 ]      |
| 825   | Кондако́в Виктор Александрович                                     | 26.10.1944            | авиация      | штурман 136-го гвардейского штурмового авиационного полка 1-й гвардейской штурмовой авиационной дивизии 8-й воздушной армии 4-го Украинского фронта | гвардии майор              | 05.03.1920 — 13.10.1944                      | [ БС 3 ] [ ГС 5 ] [ НЛ 5 ]      |
| 826   | Кондако́в Николай Алексеевич якут. Кондаков Николай Алексеевич     | 05.05.1990            | артиллерия   | командир огневого взвода 1073-го армейского истребительно-противотанкового артиллерийского полка 5-й гвардейской армии 1-го Украинского фронта | старший лейтенант          | 12.07.1920 — 11.07.1979                      | [ БС 4 ] [ ГС 6 ] [ НЛ 6 ]      |
| 827   | Кондау́ров Владимир Николаевич                                     | 31.10.1988            | авиация      | лётчик-испытатель Государственного Краснознамённого научно-испытательного института ВВС | полковник                  | род. 28.10.1942                              | ——                              |
| 828   | Кондау́ров Иван Александрович                                      | 10.04.1945            | танкист      | механик-водитель танка 3-го танкового батальона 62-й гвардейской танковой бригады 10-го гвардейского танкового корпуса 4-й танковой армии 1-го Украинского фронта | гвардии старший сержант    | 20.09.1926 — 22.08.2000                      | [ БС 3 ] [ ГС 8 ] [ НЛ 7 ]      |
| 829   | Ко́ндрат Емельян Филаретович                                       | 01.05.1943            | авиация      | командир 2-го гвардейского истребительного авиационного полка 215-й истребительной авиационной дивизии 14-й воздушной армии Волховского фронта | гвардии полковник          | 08.08.1911 — 16.08.2002                      | [ БС 3 ] [ ГС 9 ] [ НЛ 8 ]      |
| 830   | Кондрате́нко Иван Васильевич укр. Кондратенко Іван Васильович      | 21.09.1943            | артиллерия   | командир орудия 611-го истребительно-противотанкового артиллерийского полка 6-й гвардейской армии Воронежского фронта | старший сержант            | 23.04.1923 — 23.04.1971                      | [ БС 3 ] [ ГС 10 ] [ НЛ 9 ]     |
| 831   | Кондрате́нко Пётр Егорович                                         | 22.07.1944            | инженер      | сапёр 1122-го стрелкового полка 334-й стрелковой дивизии 43-й армии 1-го Прибалтийского фронта | сержант                    | 01.01.1923 — 14.03.1996                      | [ БС 3 ] [ ГС 11 ] [ НЛ 10 ]    |
| 832   | Кондрате́ц Иван Яковлевич укр. Кондратець Іван Якович              | 22.02.1944            | пехота       | командир отделения 184-го гвардейского стрелкового полка 62-й стрелковой дивизии 37-й армии Степного фронта | гвардии красноармеец       | 22.06.1919 — 24.10.2003                      | [ БС 3 ] [ ГС 12 ] [ НЛ 11 ]    |
| 833   | Кондра́тов Яков Андреевич                                          | 27.02.1945            | инженер      | командир отделения 206-го инженерно-сапёрного батальона 34-й инженерно-сапёрной бригады 33-й армии 1-го Белорусского фронта | сержант                    | 30.03.1911 — 27.03.1983                      | [ БС 5 ] [ ГС 13 ] [ НЛ 12 ]    |
| 834   | Кондрато́вич Никита Ульянович укр. Кондратович Микита Улянович     | 15.05.1946            | авиация      | командир эскадрильи 332-го бомбардировочного авиационного полка 18-й гвардейской бомбардировочной авиационной дивизии 18-й воздушной армии | капитан                    | 26.05.1917 — 13.12.1986                      | [ БС 6 ] [ ГС 14 ] [ НЛ 13 ]    |
| 835   | Кондра́тьев Иван Дмитриевич бел. Кандрацьеў Іван Дзмітрыевіч       | 13.09.1944            | пехота       | командир пулемётного расчёта 794-го стрелкового полка 232-й стрелковой дивизии 40-й армии 2-го Украинского фронта | старшина                   | 11.09.1910 — 07.08.1958                      | [ БС 6 ] [ ГС 15 ] [ НЛ 14 ]    |
| 836   | Кондра́тьев Иван Петрович                                          | 24.04.1944            | десантники   | наводчик противотанкового ружья 5-й гвардейской воздушно-десантной бригады 52-й армии 2-го Украинского фронта | гвардии младший сержант    | 15.12.1922 — 09.07.1996                      | [ БС 6 ] [ ГС 16 ] [ НЛ 15 ]    |
| 837   | Кондра́тьев Леонтий Васильевич                                     | 31.03.1943            | пехота       | помощник командира взвода 723-го стрелкового полка 395-й стрелковой дивизии 56-й армии Закавказского фронта | старшина                   | 1892 — апрель 1943 (пропал без вести)        | [ БС 6 ] [ ГС 17 ] [ НЛ 16 ]    |
| 838   | Кондра́тьев Пётр Васильевич                                        | 21.04.1940            | авиация      | помощник командира 13-го истребительного авиационного полка 61-й авиационной бригады ВВС Балтийского флота | капитан                    | 20.06.1909 — 01.06.1943                      | ——                              |
| 839   | Кондра́тьев Сергей Николаевич                                      | 10.01.1944            | связисты     | радист мотострелкового батальона 178-й танковой бригады 10-го танкового корпуса 40-й армии Воронежского фронта | красноармеец               | 09.09.1916 — 11.01.2010                      | [ БС 6 ] [ ГС 19 ] [ НЛ 17 ]    |
| 840   | Кондратю́к Александр Александрович                                 | 05.05.1942            | авиация      | заместитель командира эскадрильи 5-го гвардейского истребительного авиационного полка Калининского фронта | гвардии капитан            | 27.08.1916 — 22.05.1994                      | [ БС 6 ] [ ГС 20 ] [ НЛ 18 ]    |
| 841   | Кондрашёв Александр Петрович                                      | 01.07.1944            | авиация      | заместитель командира эскадрильи 66-го гвардейского истребительного авиационного полка 4-й гвардейской истребительной авиационной дивизии 3-й воздушной армии 1-го Прибалтийского фронта                                                                                   | гвардии капитан            | 25.12.1921 — 20.12.1982                      | [ БС 7 ] [ ГС 21 ] [ НЛ 19 ]    |
| 842   | Кондра́шин Андрей Кузьмич                                          | 31.05.1944            | авиация      | командир эскадрильи 40-го бомбардировочного авиационного полка 1-й минно-торпедной авиационной дивизии ВВС Черноморского флота | капитан                    | 01.05.1916 — 12.01.1944                      | [ БС 8 ] [ ГС 22 ] [ НЛ 20 ]    |
| 843   | Кондра́шин Иван Павлович                                           | 24.03.1945            | танкист      | командир танка Т-34 2-го танкового батальона 89-й танковой бригады 1-го танкового корпуса 3-го Белорусского фронта | старший лейтенант          | 01.09.1914 — 15.09.1998                      | [ БС 8 ] [ ГС 23 ] [ НЛ 21 ]    |
| 844   | Ко́ндрин Сергей Фёдорович                                          | 19.08.1944            | авиация      | командир эскадрильи 18-го гвардейского авиационного полка 2-й гвардейской авиационной дивизии Авиации дальнего действия СССР | гвардии майор              | 12.09.1918 — 12.02.1945                      | [ БС 8 ] [ ГС 24 ] [ НЛ 22 ]    |
| 845   | Кондру́цкий Алексей Иванович укр. Кондруцький Олексій Іванович     | 19.04.1945            | пехота       | помощник командира взвода 806-го стрелкового полка 235-й стрелковой дивизии 43-й армии 3-го Белорусского фронта | сержант                    | 30.03.1913 — 08.01.1983                      | [ БС 8 ] [ ГС 25 ] [ НЛ 23 ]    |
| 846   | Конды́ра Павел Андреевич укр. Кондира Павло Андрійович             | 10.04.1945            | пехота       | командир пулемётного расчёта моторизованного батальона автоматчиков 12-й гвардейской танковой бригады 4-го гвардейского танкового корпуса 38-й армии 1-го Украинского фронта                                                                                               | гвардии сержант            | 25.02.1920 — 20.02.1986                      | [ БС 9 ] [ ГС 26 ] [ НЛ 24 ]    |
| 847   | Кондырёв Василий Иванович                                         | 01.11.1943            | пехота       | командир отделения 496-й отдельной разведывательной роты 236-й стрелковой дивизии 46-й армии Юго-Западного фронта | сержант                    | 04.07.1921 — 27.09.1943                      | [ БС 10 ] [ ГС 27 ] [ НЛ 25 ]   |
| 848   | Ко́нев Александр Степанович                                        | 15.01.1944            | пехота       | командир пулемётного расчёта 1185-го стрелкового полка 356-й стрелковой дивизии 61-й армии Центрального фронта | старший сержант            | 02.07.1916 — 26.07.1992                      | [ БС 10 ] [ ГС 28 ] [ НЛ 26 ]   |
| 849   | Ко́нев Борис Иванович                                              | 13.11.1943            | пехота       | помощник командира взвода 465-го стрелкового полка 167-й стрелковой дивизии 38-й армии Воронежского фронта | сержант                    | 1914 — 26.07.1944                            | [ БС 10 ] [ ГС 29 ] [ НЛ 27 ]   |
| 850   | Ко́нев Виктор Александрович                                        | 27.02.1945            | артиллерия   | командир огневого взвода батареи 45-мм пушек 288-го гвардейского стрелкового полка 94-й гвардейской стрелковой дивизии 5-й ударной армии 1-го Белорусского фронта | гвардии лейтенант          | 21.08.1924 — 03.02.1998                      | [ БС 10 ] [ ГС 30 ] [ НЛ 28 ]   |
| 851   | Ко́нев Георгий Николаевич                                          | 01.05.1943            | авиация      | командир 21-го гвардейского истребительного авиационного полка 240-й истребительной авиационной дивизии 6-й воздушной армии Северо-Западного фронта | гвардии подполковник       | 25.05.1912 — 30.12.1942                      | [ БС 10 ] [ ГС 31 ] [ НЛ 29 ]   |
| 852   | Ко́нев Иван Никанорович                                            | 27.02.1945            | артиллерия   | механик-водитель самоходной артиллерийской установки 393-го гвардейского самоходного артиллерийского полка 12-го гвардейского танкового корпуса 1-го Белорусского фронта                                                                                                   | гвардии старший сержант    | 12.03.1923 — 05.10.1989                      | [ БС 11 ] [ ГС 32 ] [ НЛ 30 ]   |
| 853   | Ко́нев Иван Никитич                                                | 13.09.1944            | пехота       | командир 3-й гвардейской воздушно-десантной дивизии 35-го стрелкового корпуса 27-й армии 2-го Украинского фронта | гвардии полковник          | 05.01.1899 — 19.11.1983                      | [ БС 10 ] [ ГС 33 ] [ НЛ 31 ]   |
| 854   | Ко́нев Иван Степанович                                             | 29.07.1944 01.06.1945 | маршал       | командующий 1-м Украинским фронтом | Маршал Советского Союза    | 28.12.1897 — 21.05.1973                      | [ БС 12 ] [ ГС 34 ] [ НЛ 32 ]   |
| 855   | Ко́нев Михаил Иванович                                             | 16.10.1943            | пехота       | командир взвода разведки 205-го гвардейского стрелкового полка 70-й гвардейской стрелковой дивизии 13-й армии Центрального фронта | гвардии лейтенант          | 21.10.1919 — 22.01.2004                      | [ БС 12 ] [ ГС 35 ] [ НЛ 33 ]   |
| 856   | Ко́нев Павел Фёдорович                                             | 27.02.1945            | танкист      | командир танка Т-34 269-го танкового батальона 23-й танковой бригады 9-го танкового корпуса 33-й армии 1-го Белорусского фронта | младший лейтенант          | 05.07.1925 — 05.03.1945                      | [ БС 12 ] [ ГС 36 ] [ НЛ 34 ]   |
| 857   | Ко́нев Пётр Алексеевич                                             | 10.01.1944            | танкист      | механик-водитель танка Т-34 344-го танкового батальона 91-й отдельной танковой бригады 3-й гвардейской танковой армии 1-го Украинского фронта | старшина                   | 06.10.1913 — 31.03.1991                      | [ БС 12 ] [ ГС 37 ] [ НЛ 35 ]   |
| 858   | Ко́нев Пётр Прокофьевич укр. Конєв Петро Прокопович                | 31.05.1945            | пехота       | командир 174-го гвардейского стрелкового полка 57-й гвардейской стрелковой дивизии 8-й гвардейской армии 1-го Белорусского фронта | гвардии подполковник       | 22.01.1909 — 07.08.1972                      | [ БС 12 ] [ ГС 38 ] [ НЛ 36 ]   |
| 859   | Ко́нин Михаил Фёдорович                                            | 02.08.1944            | авиация      | лётчик 93-го гвардейского штурмового авиационного полка 5-й гвардейской штурмовой авиационной дивизии 17-й воздушной армии 3-го Украинского фронта | гвардии лейтенант          | 22.10.1921 — 29.07.2003                      | [ БС 13 ] [ ГС 39 ] [ НЛ 37 ]   |
| 860   | Кони́щев Иван Петрович                                             | 17.10.1943            | артиллерия   | командир миномётного расчёта 705-го стрелкового полка 121-й стрелковой дивизии 60-й армии Центрального фронта | младший сержант            | 04.06.1924 — октябрь 1943 (пропал без вести) | [ БС 14 ] [ ГС 40 ] [ НЛ 38 ]   |
| 861   | Ко́нкин Григорий Ефимович                                          | 21.07.1942            | пехота       | стрелок 1075-го стрелкового полка 316-й стрелковой дивизии 16-й армии Западного фронта | красноармеец               | 1911 — 16.11.1941                            | [ БС 14 ] [ ГС 41 ] [ НЛ 39 ]   |
| 862   | Ко́нкин Михаил Парфентьевич укр. Конкін Михайло Парфенович         | 23.11.1942            | авиация      | командир эскадрильи 4-го авиационного полка дальних разведчиков Главного Командования РККА | старший лейтенант          | 25.07.1915 — 15.05.1960                      | [ БС 14 ] [ ГС 42 ] [ НЛ 40 ]   |
| 863   | Ко́ннов Василий Дмитриевич                                         | 13.09.1944            | комиссар     | заместитель по политической части командира батальона 136-го гвардейского стрелкового полка 42-й гвардейской стрелковой дивизии 40-й армии 2-го Украинского фронта | гвардии капитан            | 1913 — 2.03.1945                             | [ БС 14 ] [ ГС 43 ] [ НЛ 41 ]   |
| 864   | Коноба́ев Василий Сергеевич                                        | 13.04.1944            | авиация      | заместитель командира эскадрильи 291-го истребительного авиационного полка 265-й истребительной авиационной дивизии 3-го истребительного авиационного корпуса 8-й воздушной армии Южного фронта                                                                            | младший лейтенант          | 15.08.1921 — 18.09.1943                      | [ БС 14 ] [ ГС 44 ] [ НЛ 42 ]   |
| 865   | Конова́ленко Владимир Онуфриевич (Коноваленко Владимир Ануфриевич) | 16.10.1943            | пехота       | командир 203-го гвардейского стрелкового полка 70-й гвардейской стрелковой дивизии 13-й армии Центрального фронта | гвардии майор              | 22.04.1917 — 22.03.1944                      | [ БС 14 ] [ ГС 45 ] [ НЛ 43 ]   |
| 866   | Конова́лов Алексей Дмитриевич                                      | 04.06.1944            | пехота       | командир курсантской роты гвардейского отдельного учебного батальона 51-й гвардейской стрелковой дивизии 6-й гвардейской армии 2-го Прибалтийского фронта | гвардии лейтенант          | 25.10.1919 — 19.12.1943                      | [ БС 14 ] [ ГС 46 ] [ НЛ 44 ]   |
| 867   | Конова́лов Андрей Павлович                                         | 13.03.1944            | авиация      | штурман эскадрильи 42-го авиационного полка 36-й авиационной дивизии Авиации дальнего действия СССР | капитан                    | 20.05.1918 — 26.07.1982                      | [ БС 14 ] [ ГС 47 ] [ НЛ 45 ]   |
| 868   | Конова́лов Владимир Константинович                                 | 08.07.1945            | морской флот | командир гвардейской подводной лодки «Л-3» бригады подводных лодок Балтийского флота | гвардии капитан 3-го ранга | 05.12.1911 — 29.11.1967                      | [ БС 15 ] [ ГС 48 ] [ НЛ 46 ]   |
| 869   | Конова́лов Михаил Васильевич                                       | 20.04.1945            | морской флот | заместитель командира отделения автоматчиков 384-го отдельного батальона морской пехоты Одесской военно-морской базы Черноморского флота | старшина 2-й статьи        | 10.03.1919 — 27.03.1944                      | [ БС 16 ] [ ГС 49 ] [ НЛ 47 ]   |
| 870   | Конова́лов Михаил Семёнович                                        | 22.07.1944            | пехота       | командир отделения 158-го гвардейского стрелкового полка 51-й гвардейской стрелковой дивизии 6-й гвардейской армии 1-го Прибалтийского фронта | гвардии сержант            | 15.10.1911 — 17.01.2002                      | [ БС 16 ] [ ГС 50 ] [ НЛ 48 ]   |
| 871   | Конова́лов Павел Васильевич                                        | 31.05.1945            | комиссар     | парторг танкового батальона 220-й отдельной танковой бригады 5-й ударной армии 1-го Белорусского фронта | капитан                    | 29.06.1908 — 30.01.1945                      | [ БС 16 ] [ ГС 51 ] [ НЛ 49 ]   |
| 872   | Конова́лов Семён Васильевич                                        | 31.03.1943            | танкист      | командир танка КВ-1 1-го танкового батальона 15-й танковой бригады 9-й армии Юго-Западного фронта | лейтенант                  | 15.02.1920 — 04.04.1989                      | [ БС 16 ] [ ГС 52 ] [ НЛ 50 ]   |
| 873   | Конова́лов Сергей Иванович                                         | 15.05.1946            | авиация      | заместитель командира эскадрильи 150-го гвардейского истребительного авиационного полка 13-й гвардейской истребительной авиационной дивизии 5-й воздушной армии 2-го Украинского фронта                                                                                    | гвардии старший лейтенант  | 15.02.1920 — 25.02.1975                      | [ БС 16 ] [ ГС 53 ] [ НЛ 51 ]   |
| 874   | Конова́лов Фёдор Федулович                                         | 22.07.1944            | инженер      | командир взвода разведки 82-го отдельного гвардейского сапёрного батальона 71-й гвардейской стрелковой дивизии 23-го гвардейского стрелкового корпуса 6-й гвардейской армии 1-го Прибалтийского фронта                                                                     | гвардии младший лейтенант  | 12.09.1918 — 20.01.1980                      | [ БС 16 ] [ ГС 54 ] [ НЛ 52 ]   |
| 875   | Коно́вченко Илья Потапович укр. Коновченко Ілля Потапович          | 26.10.1943            | пехота       | командир отделения 222-го гвардейского стрелкового полка 72-й гвардейской стрелковой дивизии 7-й гвардейской армии Степного фронта | гвардии красноармеец       | 20.05.1915 — 25.09.1943 (пропал без вести)   | [ БС 16 ] [ ГС 55 ] [ НЛ 53 ]   |
| 876   | Кононе́нко Алексей Андреевич                                       | 16.05.1944            | пехота       | командир роты 362-го стрелкового полка 315-й стрелковой дивизии 2-й гвардейской армии 4-го Украинского фронта | старший лейтенант          | 1912 — 09.04.1944                            | [ БС 16 ] [ ГС 56 ] [ НЛ 54 ]   |
| 877   | Кононе́нко Василий Иванович                                        | 04.02.1944            | авиация      | штурман звена 10-го отдельного разведывательного авиационного полка 1-й воздушной армии Западного фронта | капитан                    | 09.04.1921 — 01.06.1997                      | [ БС 17 ] [ ГС 57 ] [ НЛ 55 ]   |
| 878   | Кононе́нко Никита Никифорович укр. Кононенко Микита Никифорович    | 15.05.1946            | авиация      | штурман 179-го гвардейского истребительного авиационного полка 14-й гвардейской истребительной авиационной дивизии 5-й воздушной армии 2-го Украинского фронта | гвардии капитан            | 16.04.1922 — 11.11.2000                      | [ БС 18 ] [ ГС 58 ] [ НЛ 56 ]   |
| 879   | Кононе́нков Николай Иванович                                       | 30.10.1943            | инженер      | сапёр 170-го инженерно-сапёрного батальона 14-й инженерно-сапёрной бригады РГК в составе 65-й армии Центрального фронта | ефрейтор                   | 09.05.1922 — 04.02.2011                      | [ БС 18 ] [ ГС 59 ] [ НЛ 57 ]   |
| 880   | Ко́нонов Александр Фёдорович                                       | 27.02.1945            | танкист      | старший механик-водитель танка Т-34 2-го танкового батальона 47-й гвардейской танковой бригады 9-го гвардейского танкового корпуса 2-й гвардейской танковой армии 1-го Белорусского фронта                                                                                 | гвардии старший сержант    | 12.09.1925 — 29.11.2006                      | [ БС 18 ] [ ГС 60 ] [ НЛ 58 ]   |
| 881   | Ко́нонов Михаил Дмитриевич бел. Конанаў Міхаіл Дзмітрыевіч         | 27.02.1945            | танкист      | командир 51-го танкового батальона 220-й отдельной танковой бригады 5-й ударной армии 1-го Белорусского фронта | майор                      | 21.01.1906 — 09.05.1972                      | [ БС 18 ] [ ГС 61 ] [ НЛ 59 ]   |
| 882   | Ко́нонов Николай Иванович                                          | 24.03.1945            | пехота       | командир пулемётного взвода 213-го гвардейского стрелкового полка 71-й гвардейской стрелковой дивизии 6-й гвардейской армии 1-го Прибалтийского фронта | гвардии младший лейтенант  | 03.12.1911 — 24.06.1944                      | [ БС 18 ] [ ГС 62 ] [ НЛ 60 ]   |
| 883   | Кононы́хин Пётр Никонорович                                        | 24.03.1945            | пехота       | командир взвода 696-го стрелкового полка 383-й стрелковой дивизии 33-й армии 1-го Белорусского фронта | старшина                   | 01.03.1912 — 18.11.1960                      | [ БС 18 ] [ ГС 63 ] [ НЛ 61 ]   |
| 884   | Конопля́ Василий Фёдорович укр. Конопля Василь Федорович           | 19.03.1944            | пехота       | помощник командира пулемётного взвода 185-го гвардейского стрелкового полка 60-й гвардейской стрелковой дивизии 12-й армии 3-го Украинского фронта | гвардии старший сержант    | 15.02.1915 — 27.11.1943                      | [ БС 18 ] [ ГС 64 ] [ НЛ 62 ]   |
| 885   | Ко́норев Иван Алексеевич                                           | 26.10.1943            | танкист      | командир танкового взвода 27-й гвардейской танковой бригады 7-й гвардейской армии Воронежского фронта | гвардии старший лейтенант  | 1919 — 12.07.1943                            | [ БС 19 ] [ ГС 65 ] [ НЛ 63 ]   |
| 886   | Ко́нош Владимир Павлович укр. Конош Володимир Павлович             | 20.12.1943            | инженер      | командир отделения 19-го отдельного моторизированного понтонно-мостового батальона Степного фронта | младший сержант            | 1911 — 28.09.1943                            | [ БС 20 ] [ ГС 66 ] [ НЛ 64 ]   |
| 887   | Константи́нов Александр Константинович                             | 26.08.1941            | пограничник  | помощник начальника штаба 1-й пограничной комендатуры 25-го Кагульского пограничного отряда Молдавского пограничного округа Войск НКВД СССР | старший лейтенант          | 09.03.1910 — 16.06.1994                      | ——                              |
| 888   | Константи́нов Анатолий Устинович                                   | 15.05.1946            | авиация      | командир эскадрильи 85-го гвардейского истребительного авиационного полка 6-й гвардейской истребительной авиационной дивизии 5-й воздушной армии 2-го Украинского фронта                                                                                                   | гвардии капитан            | 12.06.1923 — 22.10.2006                      | [ БС 20 ] [ ГС 68 ] [ НЛ 65 ]   |
| 889   | Константи́нов Владимир Фёдорович                                   | 13.04.1944            | авиация      | штурман звена 25-го гвардейского ночного бомбардировочного авиационного полка 2-й гвардейской ночной бомбардировочной авиационной дивизии 8-й воздушной армии 4-го Украинского фронта                                                                                      | гвардии старший лейтенант  | 22.02.1921 — 15.07.1979                      | [ БС 20 ] [ ГС 69 ] [ НЛ 66 ]   |
| 890   | Константи́нов Гаруш Сергеевич арм. Կոստանդինով Գարուշ              | 24.03.1945            | артиллерия   | наводчик орудия 3-го гвардейского истребительно-противотанкового артиллерийского полка 1-й гвардейской отдельной истребительно-противотанковой артиллерийской бригады РГК в составе 39-й армии 3-го Белорусского фронта                                                    | гвардии старший сержант    | 24.03.1921 — 04.11.1944                      | [ БС 20 ] [ ГС 70 ] [ НЛ 67 ]   |
| 891   | Константи́нов Иван Егорович                                        | 10.01.1944            | артиллерия   | командир орудия 627-го артиллерийского полка 180-й стрелковой дивизии 38-й армии Воронежского фронта | сержант                    | 25.05.1919 — 05.03.2006                      | [ БС 20 ] [ ГС 71 ] [ НЛ 68 ]   |
| 892   | Константи́нов Лаврентий Сергеевич                                  | 10.01.1944            | пехота       | командир взвода автоматчиков разведывательной роты 22-й гвардейской мотострелковой бригады 6-го гвардейского танкового корпуса 3-й гвардейской танковой армии Воронежского фронта                                                                                          | гвардии старший сержант    | 15.09.1910 — 10.02.1948                      | [ БС 21 ] [ ГС 72 ] [ НЛ 69 ]   |
| 893   | Константи́нов Михаил Петрович                                      | 06.04.1945            | генерал      | командир 7-го гвардейского кавалерийского корпуса 1-го Белорусского фронта | гвардии генерал-лейтенант  | 04.11.1900 — 30.05.1990                      | [ БС 22 ] [ ГС 73 ] [ НЛ 70 ]   |
| 894   | Константи́нов Михаил Романович                                     | 15.06.1946            | авиация      | старший лётчик 43-го гвардейского штурмового авиационного полка 230-й штурмовой авиационной дивизии 4-й воздушной армии 2-го Белорусского фронта | гвардии младший лейтенант  | 25.12.1922 — 02.11.1989                      | [ БС 22 ] [ ГС 74 ] [ НЛ 71 ]   |
| 895   | Константи́нов Николай Павлович                                     | 06.04.1945            | танкист      | командир 20-й танковой бригады 11-го танкового корпуса 69-й армии 1-го Белорусского фронта | полковник                  | 21.11.1908 — 04.08.1991                      | [ БС 22 ] [ ГС 75 ] [ НЛ 72 ]   |
| 896   | Константи́нова Ксения Семёновна                                    | 04.06.1944            | медики       | санитарный инструктор батальона 730-го стрелкового полка 204-й стрелковой дивизии 43-й армии Калининского фронта | старшина                   | 18.04.1925 — 01.10.1943                      | [ БС 22 ] [ ГС 76 ] [ НЛ 73 ]   |
| 897   | Константи́нова Тамара Фёдоровна                                    | 29.06.1945            | авиация      | штурман эскадрильи 999-го штурмового авиационного полка 277-й штурмовой авиационной дивизии 1-й воздушной армии 3-го Белорусского фронта | лейтенант                  | 07.11.1919 — 28.07.1999                      | [ БС 22 ] [ ГС 77 ] [ НЛ 74 ]   |
| 898   | Конту́шный Алексей Семёнович укр. Контушний Олексій Семенович      | 19.04.1945            | пехота       | автоматчик 262-го гвардейского стрелкового полка 87-й гвардейской стрелковой дивизии 43-й армии 3-го Белорусского фронта | гвардии красноармеец       | 1909 — 06.02.1956                            | [ БС 22 ] [ ГС 78 ] [ НЛ 75 ]   |
| 899   | Конуко́ев Назир Титуевич кабард.-черк. Къуэныкъуей Назир           | 06.05.1965            | авиация      | командир эскадрильи 43-го истребительного авиационного полка 278-й истребительной авиационной дивизии 16-й воздушной армии 1-го Белорусского фронта | подполковник               | 10.05.1916 — 30.10.1975                      | ——                              |
| 900   | Концево́й Зиновий Абрамович                                        | 17.10.1943            | инженер      | начальник инженерных войск 60-й армии Центрального фронта | полковник                  | 25.07.1903 — 05.02.1990                      | [ БС 23 ] [ ГС 80 ] [ НЛ 76 ]   |
| 901   | Кончако́в Николай Степанович                                       | 22.02.1944            | пехота       | автоматчик 75-го стрелкового полка 31-й стрелковой дивизии 46-й армии Юго-Западного фронта | красноармеец               | 09.05.1912 — 29.12.1966                      | [ БС 24 ] [ ГС 81 ] [ НЛ 77 ]   |
| 902   | Ко́нчин Александр Алексеевич                                       | 24.03.1945            | комиссар     | заместитель по политической части командира батальона 266-го гвардейского стрелкового полка 88-й гвардейской стрелковой дивизии 8-й гвардейской армии 1-го Белорусского фронта                                                                                             | гвардии капитан            | 28.09.1918 — 28.04.1945                      | [ БС 24 ] [ ГС 82 ] [ НЛ 78 ]   |
| 903   | Ко́нышев Николай Сергеевич                                         | 18.08.1945            | авиация      | командир эскадрильи 163-го истребительного авиационного полка 336-й истребительной авиационной дивизии 15-й воздушной армии 2-го Прибалтийского фронта | майор                      | 09.11.1916 — 15.08.1972                      | [ БС 24 ] [ ГС 83 ] [ НЛ 79 ]   |
| 904   | Конько́ Иван Кузьмич укр. Конько Іван Кузьмович                    | 13.09.1944            | пехота       | командир пулемётного взвода 936-го стрелкового полка 254-й стрелковой дивизии 52-й армии 2-го Украинского фронта | лейтенант                  | 10.05.1919 — 07.04.1944                      | [ БС 24 ] [ ГС 84 ] [ НЛ 80 ]   |
| 905   | Конько́в Геннадий Гаврилович                                       | 26.10.1943            | пехота       | пулемётчик гвардейского отдельного учебного батальона 73-й гвардейской стрелковой дивизии 7-й гвардейской армии Степного фронта | гвардии красноармеец       | 1922 — 07.10.1943                            | [ БС 24 ] [ ГС 85 ] [ НЛ 81 ]   |
| 906   | Конько́в Пётр Васильевич                                           | 15.01.1944            | пехота       | командир батальона 29-го гвардейского стрелкового полка 12-й гвардейской стрелковой дивизии 61-й армии Центрального фронта | гвардии капитан            | 03.07.1909 — 07.08.1970                      | [ БС 24 ] [ ГС 86 ] [ НЛ 82 ]   |
| 907   | Конько́в Фёдор Герасимович                                         | 21.02.1945            | артиллерия   | наводчик орудия 1184-го истребительно-противотанкового артиллерийского полка 20-й отдельной истребительно-противотанковой артиллерийской бригады РГК в составе 65-й армии 1-го Белорусского фронта                                                                         | сержант                    | 21.03.1922 — 23.07.1987                      | [ БС 24 ] [ ГС 87 ] [ НЛ 83 ]   |
| 908   | Коньшако́в Андрей Степанович                                       | 26.10.1943            | артиллерия   | командир орудия батареи 76-мм пушек 225-го гвардейского стрелкового полка 78-й гвардейской стрелковой дивизии 7-й гвардейской армии Степного фронта | гвардии старший сержант    | 12.08.1909 — 24.06.1982                      | [ БС 25 ] [ ГС 88 ] [ НЛ 84 ]   |
| 909   | Конюхо́в Сергей Семёнович                                          | 29.06.1945            | авиация      | командир звена 995-го штурмового авиационного полка 306-й штурмовой авиационной дивизии 17-й воздушной армии 3-го Украинского фронта | лейтенант                  | 15.06.1921 — 01.08.2005                      | [ БС 26 ] [ ГС 89 ] [ НЛ 85 ]   |
| 910   | Коню́ша Иосиф Андреевич укр. Конюша Йосип Андрійович               | 13.09.1944            | пехота       | автоматчик 15-й мотострелковой бригады 16-го танкового корпуса 2-й танковой армии 2-го Украинского фронта | красноармеец               | 21.02.1925 — 10.11.1985                      | [ БС 26 ] [ ГС 90 ] [ НЛ 86 ]   |
| 911   | Коня́ев Анатолий Михайлович                                        | 21.04.1940            | морской флот | командир подводной лодки «Щ-324» Балтийского флота | капитан-лейтенант          | 30.03.1909 — 13.05.1992                      | ——                              |
| 912   | Коня́ев Аркадий Николаевич                                         | 26.10.1944            | авиация      | командир эскадрильи 32-го истребительного авиационного полка 256-й истребительной авиационной дивизии 2-й воздушной армии 1-го Украинского фронта | старший лейтенант          | 23.01.1919 — 30.11.1993                      | [ БС 26 ] [ ГС 92 ] [ НЛ 87 ]   |
| 913   | Коня́ев Пётр Михайлович                                            | 27.06.1945            | авиация      | командир звена 482-го истребительного авиационного полка 322-й истребительной авиационной дивизии 2-й воздушной армии 1-го Украинского фронта | старший лейтенант          | 04.07.1922 — 08.08.1951                      | [ БС 26 ] [ ГС 93 ] [ НЛ 88 ]   |
| 914   | Коня́кин Александр Фёдорович укр. Конякін Олександр Федорович      | 25.08.1944            | пехота       | командир батальона 271-го стрелкового полка 181-й стрелковой дивизии 13-й армии 1-го Украинского фронта | капитан                    | 28.08.1915 — 10.03.1944                      | [ БС 26 ] [ ГС 94 ] [ НЛ 89 ]   |
| 915   | Коня́хин Александр Романович                                       | 03.06.1944            | танкист      | командир взвода танков Т-34 306-го танкового батальона 53-й гвардейской танковой бригады 6-го гвардейского танкового корпуса 3-й гвардейской танковой армии Воронежского фронта                                                                                            | гвардии лейтенант          | 24.08.1921 — 29.05.2004                      | [ БС 26 ] [ ГС 95 ] [ НЛ 90 ]   |
| 916   | Коня́хин Василий Дмитриевич                                        | 18.08.1945            | авиация      | заместитель командира и штурман эскадрильи 287-го истребительного авиационного полка 269-й истребительной авиационной дивизии 4-й воздушной армии 2-го Белорусского фронта                                                                                                 | старший лейтенант          | 07.01.1923 — 28.06.2000                      | [ БС 27 ] [ ГС 96 ] [ НЛ 91 ]   |
| 917   | Коня́хин Иван Иванович                                             | 27.02.1945            | пехота       | заместитель по строевой части командира батальона 487-го стрелкового полка 143-й стрелковой дивизии 47-й армии 1-го Белорусского фронта | старший лейтенант          | 24.02.1921 — 31.12.1988                      | [ БС 28 ] [ ГС 97 ] [ НЛ 92 ]   |
| 918   | Коня́шкин Максим Михайлович                                        | 13.09.1944            | артиллерия   | наводчик орудия 1431-го лёгкого артиллерийского полка 49-й лёгкой артиллерийской бригады 16-й артиллерийской дивизии прорыва РГК в составе 53-й армии 2-го Украинского фронта                                                                                              | младший сержант            | 18.11.1924 — 27.03.2000                      | [ БС 28 ] [ ГС 98 ] [ НЛ 93 ]   |
| 919   | Копа́ев Григорий Иванович                                          | 13.04.1944            | авиация      | штурман 59-го гвардейского штурмового авиационного полка 2-й гвардейской штурмовой авиационной дивизии 16-й воздушной армии Центрального фронта | гвардии майор              | 24.12.1916 — 15.08.1988                      | [ БС 28 ] [ ГС 99 ] [ НЛ 94 ]   |
| 920   | Копе́йкин Игорь Валентинович                                       | 23.02.1945            | авиация      | начальник связи эскадрильи — воздушный стрелок-радист 35-го гвардейского бомбардировочного авиационного полка 5-й гвардейской бомбардировочной авиационной дивизии 1-го гвардейского бомбардировочного авиационного корпуса 3-й воздушной армии 1-го Прибалтийского фронта | гвардии старшина           | 08.07.1920 — 07.12.2002                      | [ БС 28 ] [ ГС 100 ] [ НЛ 95 ]  |
| 921   | Копёнкин Иван Иосифович укр. Копьонкін Іван Йосипович             | 18.05.1942            | партизан     | активный участник партизанской борьбы на Украине, командир партизанского отряда имени С. М. Будённого | —                          | 31.01.1917 — 06.06.1942                      | [ БС 28 ] [ ГС 101 ] [ НЛ 96 ]  |
| 922   | Копе́ц Иван Иванович                                               | 21.06.1937            | авиация      | командир группы истребителей И-15 ВВС Испанской республики | старший лейтенант          | 19.09.1908 — 23.06.1941                      | ——                              |
| 923   | Ко́птев Михаил Иванович                                            | 27.06.1945            | авиация      | командир звена 144-го гвардейского штурмового авиационного полка 9-й гвардейской штурмовой авиационной дивизии 1-го гвардейского штурмового авиационного корпуса 2-й воздушной армии 1-го Украинского фронта                                                               | гвардии лейтенант          | 31.08.1922 — 14.11.1996                      | [ БС 28 ] [ ГС 103 ] [ НЛ 97 ]  |
| 924   | Копти́лов Григорий Александрович                                   | 13.11.1943            | пехота       | командир отделения 842-го стрелкового полка 240-й стрелковой дивизии 38-й армии Воронежского фронта | сержант                    | 20.09.1917 — 16.03.2000                      | [ БС 28 ] [ ГС 104 ] [ НЛ 98 ]  |
| 925   | Копцо́в Василий Алексеевич                                         | 17.11.1939            | танкист      | командир 1-го танкового батальона 6-й лёгкой танковой бригады 1-й армейской группы | капитан                    | 01.01.1903 — 03.04.1943                      | ——                              |
| 926   | Копыло́в Василий Данилович                                         | 10.01.1944            | пехота       | командир мотострелкового отделения роты управления 178-й танковой бригады 10-го танкового корпуса 40-й армии Воронежского фронта | сержант                    | 15.06.1921 — 01.04.1966                      | [ БС 30 ] [ ГС 106 ] [ НЛ 99 ]  |
| 927   | Копыло́в Василий Иванович                                          | 15.05.1946            | пехота       | командир роты 1072-го стрелкового полка 313-й стрелковой дивизии 19-й армии 2-го Белорусского фронта | капитан                    | 29.01.1905 — 02.05.1945                      | [ БС 30 ] [ ГС 107 ] [ НЛ 100 ] |
| 928   | Копыло́в Иван Андреевич                                            | 26.10.1943            | артиллерия   | командир огневого взвода 161-го гвардейского отдельного пушечного артиллерийского полка 7-й гвардейской армии Степного фронта | гвардии старший сержант    | 30.03.1921 — 23.05.1985                      | [ БС 30 ] [ ГС 108 ] [ НЛ 101 ] |
| 929   | Копыло́в Иван Павлович                                             | 31.05.1945            | артиллерия   | командир дивизиона 666-го артиллерийского полка 222-й стрелковой дивизии 33-й армии 1-го Белорусского фронта | майор                      | 01.01.1920 — 06.10.1982                      | [ БС 30 ] [ ГС 109 ] [ НЛ 102 ] |
| 930   | Копыло́в Михаил Васильевич                                         | 16.05.1944            | комиссар     | начальник политического отдела 318-й горнострелковой дивизии 18-й армии Северо-Кавказского фронта | подполковник               | 05.09.1907 — 28.12.1983                      | [ БС 30 ] [ ГС 110 ] [ НЛ 103 ] |
| 931   | Копыло́в Николай Вениаминович                                      | 31.05.1945            | танкист      | командир 47-й гвардейской танковой бригады 9-го гвардейского танкового корпуса 2-й гвардейской танковой армии 1-го Белорусского фронта | гвардии полковник          | 06.04.1910 — 12.04.1965                      | [ БС 31 ] [ ГС 111 ] [ НЛ 104 ] |
| 932   | Копыло́в Николай Иосифович                                         | 13.09.1944            | пехота       | командир отделения 859-го стрелкового полка 294-й стрелковой дивизии 52-й армии 2-го Украинского фронта | старший сержант            | 1908 — 25.03.1944                            | [ БС 32 ] [ ГС 112 ] [ НЛ 105 ] |
| 933   | Копыло́в Павел Иванович                                            | 24.03.1945            | танкист      | командир взвода танков Т-34 136-го танкового полка 8-й гвардейской кавалерийской дивизии 6-го гвардейского кавалерийского корпуса 2-го Украинского фронта | лейтенант                  | 02.07.1921 — 11.06.1999                      | [ БС 32 ] [ ГС 113 ] [ НЛ 106 ] |
| 934   | Копыло́в Степан Андреевич                                          | 25.10.1943            | артиллерия   | наводчик орудия 145-го отдельного истребительно-противотанкового артиллерийского дивизиона 30-й стрелковой дивизии 47-й армии Воронежского фронта | сержант                    | 1920 — 28.09.1943                            | [ БС 32 ] [ ГС 114 ] [ НЛ 107 ] |
| 935   | Копытёнков Николай Андреевич                                      | 10.01.1944            | медики       | фельдшер санитарной роты 520-го стрелкового полка 167-й стрелковой дивизии 38-й армии 1-го Украинского фронта | лейтенант                  | 31.05.1923 — 30.08.1986                      | [ БС 32 ] [ ГС 115 ] [ НЛ 108 ] |
| 936   | Копы́тин Михаил Васильевич                                         | 23.09.1944            | танкист      | командир танковой роты 229-го танкового полка 70-й механизированной бригады 9-го механизированного корпуса 3-й гвардейской танковой армии 1-го Украинского фронта | старший лейтенант          | 15.11.1920 — 04.04.1986                      | [ БС 32 ] [ ГС 116 ] [ НЛ 109 ] |

| Навигационная таблица | Навигационная таблица                |
| --------------------- | ------------------------------------ |
| «К»                   | Кабак Николай — Калинин Николай      |
| «К»                   | Калинин Степан — Кармацкий Владимир  |
| «К»                   | Кармацкий Тимофей — Кживонь Анеля    |
| «К»                   | Киба Григорий — Клевцов Сергей       |
| «К»                   | Клейбус Фёдор — Коваленко Сергей     |
| «К»                   | Коваленко Юрий — Колдубов Михаил     |
| «К»                   | Колдунов Александр — Компанеец Фёдор |
| «К»                   | Компаниец Алексей — Копытин Михаил   |
| «К»                   | Копытов Михаил — Корчагин Лев        |
| «К»                   | Корчак Иосиф — Котов Николай         |
| «К»                   | Котов Сергей — Краснов Анатолий      |
| «К»                   | Краснов Виктор — Крюков Василий      |
| «К»                   | Крюков Владимир — Кузнецов Николай   |
| «К»                   | Кузнецов Павел — Кунавин Григорий    |
| «К»                   | Кунгурцев Евгений — Кянжин Пантелей  |